# Ours Paddington
Pour les articles homonymes, voir Paddington (homonymie).
L'Ours Paddington (Paddington Bear) est un ours de fiction créé par l'écrivain britannique Michael Bond dans une série de vingt-trois livres écrits de 1958 à 2012 et illustrés par plusieurs artistes dont Peggy Fortnum et David Mc Kee. 
Paddington est aujourd'hui un des personnages de fiction les plus appréciés en Grande-Bretagne. 
Paddington a également fait l'objet de plusieurs adaptations télévisuelles à compter de sa première apparition à l'antenne de la BBC, en 1966. Une série télévisée fut ainsi diffusée de 1976 à 1980. Ses deux adaptations filmiques dirigées par Paul King, Paddington (2014) et Paddington 2 (2017), furent nommés pour le prix de la BAFTA du meilleur film britannique, et un troisième, Paddington au Pérou est sorti en 2024. Une comédie musicale, Paddington : La comédie musicale, est prévue pour 2025 à Londres.  

## Description
L'ours à lunettes Paddington, connu pour son chapeau rouge, sa valise élimée, son duffel-coat et son amour pour les sandwichs à la marmelade, est devenu un personnage classique de la littérature britannique pour enfants. Paddington est toujours poli, s'adressant aux tiers presque exclusivement sous l'appellation « Monsieur », « Madame » ou « Mademoiselle ». Il est bon, bien qu'il n'hésite pas à exprimer sa désapprobation lorsqu'il estime que celle-ci est méritée. 
Paddington est aujourd'hui un des personnages de fiction les plus appréciés en Grande-Bretagne, à tel point qu'une peluche à son effigie a été le premier objet remis par les mineurs britanniques à leurs homologues français, en 1994, lors du creusement du tunnel sous la Manche. Les livres de la série ont été traduits dans plus de 30 langues, et vendus en plus de 30 millions d'exemplaires à travers le monde. A compter de juin 2016, la franchise est détenue par Studio Canal, du groupe Canal+ détenu par Vivendi. Michael Bond, cependant, n'a cédé ses droits de publication à HarperCollins qu'en avril 2017.

## Origine
D'après Michael Bond, l'idée du personnage de Paddington lui est venue lorsqu'il a remarqué puis acheté un ours en peluche solitaire sur les étagères d'un magasin londonien, une veille de Noël 1956, pour l'offrir en cadeau à sa femme. Le statut de réfugié de l'ours, quant à lui, lui aurait été inspiré par la vue des enfants juifs réfugiés arrivant en Angleterre durant la Seconde Guerre Mondiale, ainsi que des enfants londoniens évacués vers la campagne britannique pour échapper aux bombardements allemands, porteurs de signes semblables à celui trouvé autour du cou de Paddington,. « Ils avaient tous une étiquette autour de leur cou avec leurs noms et leurs adresses, et une petite valise ou un bagage contenant leurs biens les plus précieux. Donc Paddington, en un sens, était un réfugié, et j'estime qu'il n'y a pas de spectacle plus triste que celui d'un réfugié. »
L'ours inspire alors Bond, qui rédige le premier livre en dix jours. Le nom Paddington provient quant à lui de la gare de Paddington, à Londres à proximité de laquelle il vivait à l'époque. C'est dans cette gare que sa famille d'adoption le trouve dans l’œuvre originale, et qu'elle ne parvient pas à prononcer correctement son nom en langue ours. Ainsi que l'exprime sa fille, Karen : « S'il avait vécu dans une autre partie du pays, ou s'il ne se déplaçait pas en train, il n'aurait peut-être jamais eu l'idée d'un ours trouvé dans la station Paddington ».
Le livre est ensuite remis à son agent, Harvey Unna, et le premier volume, Un ours nommé Paddington, est publié le 13 octobre 1958, par la maison d'édition William Collins & Sons,.
Le premier ours en peluche Paddington est fabriqué en 1972 par Gabrielle Designs, une petite entreprise familiale dirigée par Shirley et Eddie Clarkson, le prototype du jouet étant offert à leurs enfants, Joanna et Jeremy Clarkson, qui deviendra par la suite une personnalité de la télévision britannique. Michael Bond leur accorde les droits de production globaux pour le jouet.
Shirley Clarkson ajoute à l'ours des bottes en caoutchouc, pour l'aider à tenir debout, dont Paddington hérite en livre à compter de la publication de Paddington Marches On, en 1964. Les bottes sont d'abord simplement des bottes taille enfant produites par Dunlop Rubber, jusqu'à ce que les stocks de ces derniers ne parviennent pas à satisfaire le rythme de production des ours en peluche ; Gabrielle Designs produit alors ses propres bottes, avec des empreintes de pattes moulées dans les semelles. Shirley Clarkson décrit l'ours comme une source de conflits juridiques pour l'entreprise dans un premier temps, avant qu'il ne devienne son plus grand succès commercial,. La famille finira par en céder les droits au plus ancien fabricant de jouets de Grande-Bretagne et du monde, Hamley.

## Synopsis

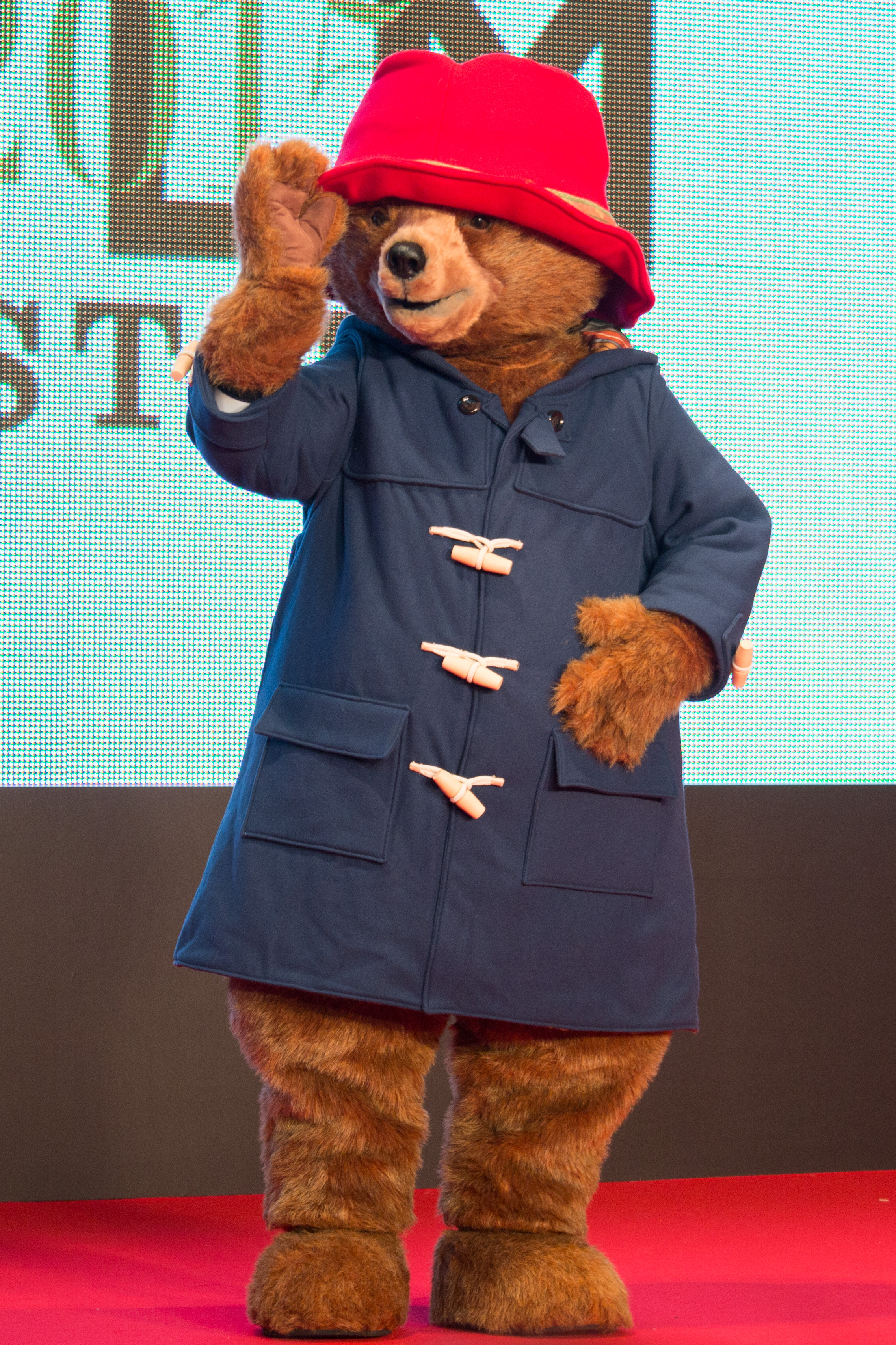
Représentation de l'ours Paddington à Tokyo en 2015.

Le premier livre raconte l'histoire de la famille Brown, de classe moyenne britannique, qui découvre le jeune ours dans la gare de Paddington à Londres. Il est assis sur sa valise, et porte un message attaché à son manteau sur lequel est écrit : « S'il vous plaît prenez soin de cet ours. Merci » - similairement à ce que l'auteur avait pu observer durant la Seconde Guerre Mondiale.
L'ours est en provenance d'une forêt du Pérou, et est envoyé par sa tante Lucy, la seule famille qu'on lui connaît à l'exception de son oncle Pastuzo, dont il a hérité du chapeau lorsque celui-ci est allé vivre dans une maison de retraite pour ours à Lima. Il indique aux Brown qu'il est venu en canot de sauvetage, en mangeant de la marmelade. Ces derniers, incapables de comprendre son véritable nom, décident de le nommer Paddington.
Michael Bond avait originellement prévu que Paddington soit originaire d'Afrique, jusqu'à ce que son agent lui indique qu'il n'y avait pas de populations d'ours en Afrique, et qu'il modifie ses origines pour en faire un ours à lunettes péruvien.
La famille Brown emmène alors Paddington dans leur maison au 32, Windsor Gardens, près de Notting Hill. Cette rue, même si elle porte le même nom qu'une vraie rue londonienne, est fictive et ne lui ressemble pas selon la description qui en est donnée dans le livre. Bond expliquera que la maison de la famille est basée sur une maison bien réelle, dont il gardera néanmoins l'emplacement secret, afin de ne pas gêner ses habitants. Paddington aime à fréquenter le marché de la rue Portobello, situé non loin, où les commerçants le connaissent comme un âpre négociateur.
Quand Paddington est énervé, il aime à adresser à la personne qu'il désapprouve un « regard dur », ainsi que le lui a enseigné sa tante Lucy, générant embarras et honte chez ce dernier. La plupart des aventures de Paddington résultent d'une incompréhension de sa part, alors qu'il tente de rectifier une situation qui lui semble injuste. Paddington commet alors typiquement une ou plusieurs bêtises, le dénouement est toujours heureux, et tous les protagonistes trouvent à en rire - à l'exception notable du voisin des Brown, Monsieur Curry, qui se trouve toujours dans une situation délicate.
Les livres suivent les aventures et mésaventures de Paddington en Angleterre, en révélant régulièrement des informations quant à son passé - par exemple, le fait qu'il ait été rendu orphelin par un tremblement de terre avant d'être adopté et élevé par sa tante Lucy.

## Publication
Le premier épisode, intitulé A Bear Called Paddington (« Un ours nommé Paddington »), a été publié pour la première fois le 13 octobre 1958.
Les livres ont été traduits dans une quarantaine de langues et se sont vendus à plus de 35 millions d'exemplaires en cinquante ans.
Pour le cinquantième anniversaire de l'ours Paddington, en 2008, la maison d'édition HarperCollins a publié un nouvel épisode de ses aventures, sur le thème de l'immigration et de l'intégration.

## Personnages
- Paddington Brown : ce jeune ours vient du fin fond du Pérou. Il raffole de la marmelade, porte un duffel-coat bleu et un chapeau noir ou rouge. Il lui arrive également de porter des bottes de caoutchouc rouges. Il est curieux et avide de découvertes [25].
- M. et Mme Brown : les parents de Judy et Jonathan. Ce sont eux qui font la connaissance de Paddington à la gare.
- Judy Brown : fille de monsieur et madame Brown. Elle adore Paddington.
- Jonathan Brown : fils de monsieur et madame Brown. Il considère Paddington comme son meilleur ami.
- Mme Bird : la gouvernante des Brown. Elle bougonne souvent et se met quelquefois en colère.
- M. Gruber : un ami très fidèle de Paddington. C'est un vieil antiquaire qui lui donne de précieux conseils.
- M. Curry : le voisin grincheux des Brown. Il dit « L'ours » au lieu de « Paddington » en parlant de ce dernier. Il n'aime pas beaucoup Paddington et ses facéties.

## Livres

### Albums
Textes : Michael Bond. Illustrations : R.W. Alley
- Paddington : L'Histoire de l'ours qui venait du Pérou. Paris : Michel Lafon, avril 2014.  (ISBN 978-2-7499-2188-4)
- Paddington jardine. Paris : Michel Lafon, avril 2014.  (ISBN 978-2-7499-2189-1)
- Le Noël surprise de Paddington. Paris : Michel Lafon, octobre 2014.  (ISBN 978-2-7499-2228-7)
- Paddington graine de champion. Paris : Michel Lafon, octobre 2014.  (ISBN 978-2-7499-2229-4)

### Romans
Textes : Michael Bond. Illustrations : Peggy Fortnum
- A Bear Called Paddington, 1958
  - Un ours nommé Paddington, Hachette, 2000 ; rééd. Michel Lafon, Paris, octobre 2014  (ISBN 978-2-7499-2270-6)
- More About Paddington, 1959
  - Les Secrets de Paddington. Michel Lafon, Paris, octobre 2014  (ISBN 978-2-7499-2271-3)
- Paddington Helps Out, 1960
  - Paddington à la rescousse, Flammarion, 1979, ou Paddington donne un coup de patte, Michel Lafon, 2015
- Paddington Abroad, 1961
  - Paddington à l'étranger, Flammarion, 1979, ou Paddington explorateur, Michel Lafon, Paris, janvier 2015  (ISBN 978-2-7499-2272-0)
- Paddington at large, 1962
  - Paddington n'en fait qu'à sa tête. Michel Lafon, Paris, janvier 2015  (ISBN 978-2-7499-2274-4)
- Paddington Marches On, 1964
- Paddington at Work, 1966
- Paddington Goes to Town, 1968
- Paddington Takes the Air, 1970
- Paddington's Garden, 1972
- Paddington's Blue Peter Story Book, 1973
- Paddington on Top, 1974
- Paddington at the Tower, 1975
- Paddington Takes the Test, 1979
- Paddington on Screen, 1980
- Paddington at the Zoo, 1984
- Paddington at the Palace, 1986
- Paddington's Busy Day, 1987
- A Day by the Sea, 1992
- Paddington in the Garden, 2001
- Paddington and the Grand Tour, 2003
- Paddington Rules the Waves, 2008
- Paddington Here and Now, 2008
- Paddington Races Ahead, 2012
- Paddington Goes for Gold, 2012
- Love From Paddington, 2014
- Paddington's Finest Hour, 2017
- Paddington at St. Paul's, 2018

## Adaptations
- 1976 : L'Ours Paddington : série britannique diffusée en France à partir de 1981 sur FR3.
- 1989 : Paddington Bear : série animée américaine de Hanna-Barbera.
- 1997 : Les Aventures de l'ours Paddington : série animée canadienne produite par Cinar.
- 2014 : Paddington : film de Paul King avec Nicole Kidman.
- 2017 : Paddington 2 : film de Paul King, suite du précédent.
- 2019 : Les aventures de Paddington : série animée franco-britannique.
- 2025 : Paddington au Pérou : film de Dougal Wilson, suite des films de Paul King[26].

## Produits dérivés

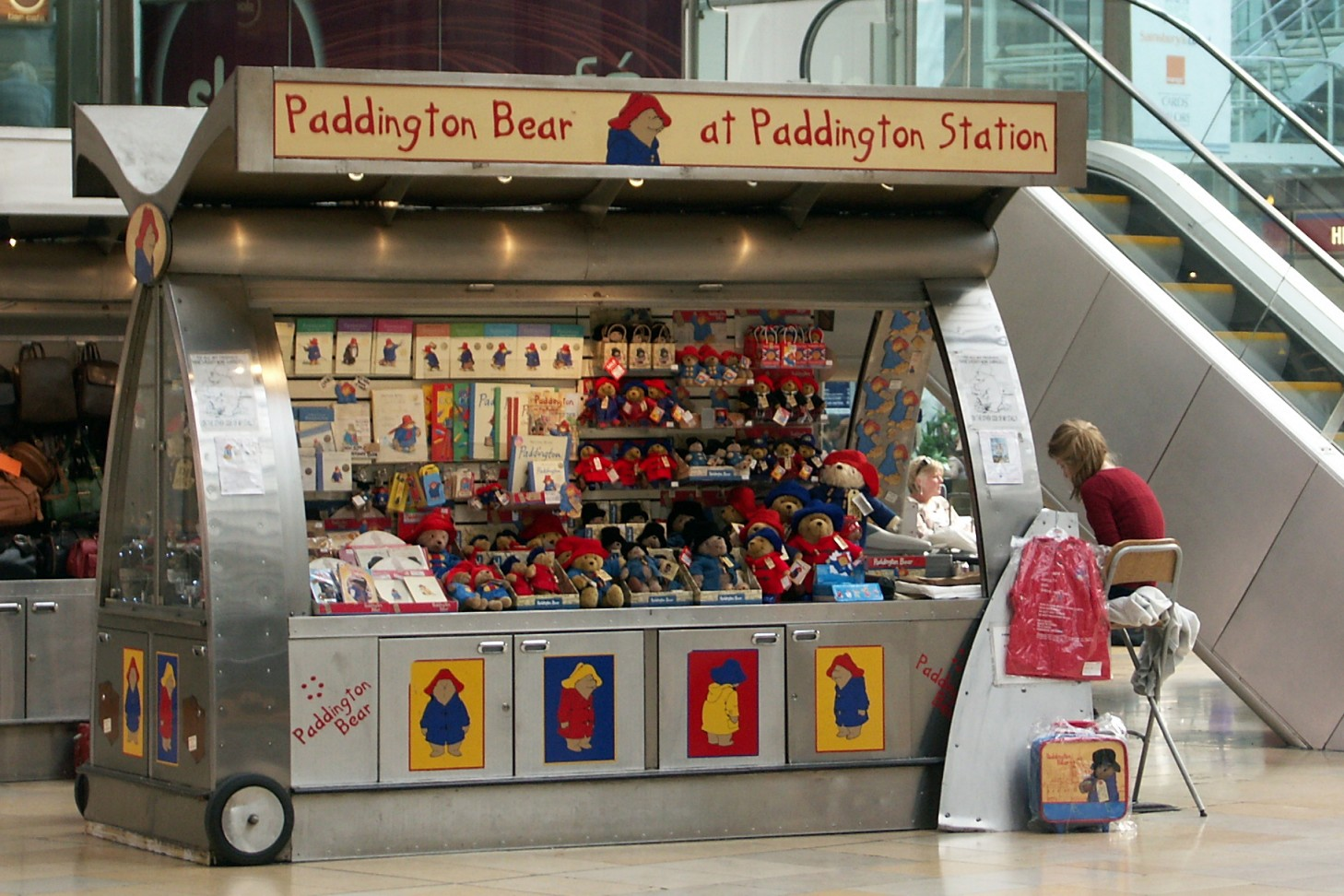
Gare de Paddington en 2009 – Vente d'ours Paddington.

Les premières peluches à l'effigie de l'ours Paddington ont été produites en 1972 par Gabrielle Designs, une petite entreprise dirigée par Shirley et Eddie Clarkson. Le prototype a été créé comme cadeau de Noël pour leurs enfants Joanna et Jeremy (Jeremy Clarkson devint plus tard écrivain et présentateur vedette de la BBC). Shirley Clarkson habilla l'ours de bottes en caoutchouc pour l'aider à se tenir debout. Les premiers ours portaient des petites bottes pour enfants fabriquées par Dunlop, dont la production ne put pas répondre à la demande. Gabrielle Designs produisit alors ses propres bottes avec des empreintes de pattes moulées dans les semelles.
Depuis d'autres produits dérivés sont apparus sur le marché :
- une ligne de vêtements Baby Gap
- une peluche chez Lansay en décembre 2013
- une gamme de jouets chez Lansay en décembre 2014
- des objets Paddington réalisés par Shinzi Katoh Design
- des fèves Paddington dans les galettes des rois de 2015

## Symbole de la monarchie britannique

Dessin représentant Paddington à côté d'une photographie d'Élisabeth II, déposés à Green Park après la mort de la reine en septembre 2022.

Le 4 juin 2022, lors des festivités de son jubilé de platine, la reine Élisabeth II apparaît dans un court-métrage en train de prendre le thé avec Paddington. La vidéo s'avère être l'une des dernières apparitions publiques d'Élisabeth II avant sa mort le 8 septembre suivant, et par conséquent, l'ours Paddington devient un symbole de deuil pour la reine. Une image de Paddington et de la reine marchant main dans la main est largement partagée sur les réseaux sociaux, et la BBC diffuse les deux films Paddington le week-end des funérailles.
Des centaines de peluches à l'effigie de l'ours Paddington sont déposées devant les différentes résidences royales en hommage à la reine. Une fois la période de deuil passée, ces peluches sont données aux œuvres destinées aux enfants de l'organisation caritative Barnardo's.
De même, alors que les Britanniques commémoraient la reine, les ventes de marmelade ont augmenté de 18 % en septembre, en raison du rôle joué par les sandwichs à la marmelade dans le court-métrage du jubilé de platine,.